# Amalie Dideriksen
Amalie Dideriksen (* 24. Mai 1996 in Kastrup) ist eine dänische Radrennfahrerin, die auf Bahn und Straße aktiv ist. 2016 wurde sie Straßen-Weltmeisterin der Frauen. Sie ist die erfolgreichste dänische Radsportlerin der 2010er Jahre.

## Sportliche Laufbahn
2011 errang Amalie Dideriksen in der Jugendklasse sowohl den nationalen Titel im Straßenrennen wie im Einzelzeitfahren. 2012 wurde sie dreifache dänische Meisterin auf der Bahn, im Punktefahren, im Omnium und im Scratch. 2013 wurde sie Junioren-Weltmeisterin im Straßenrennen und zudem dänische Junioren-Meisterin im Einzelzeitfahren; bei den Bahnradsport-Weltmeisterschaften der Junioren 2013 errang sie Bronze im Scratch. 2014 konnte sie erneut den Junioren-WM-Titel im Straßenrennen erringen.
2014 wurde Dideriksen dänische Meisterin im Straßenrennen der Elite sowie Junioren-Weltmeisterin im Scratch; 2015 wurde sie erneut dänische Straßenmeisterin.
2016 wurde Amalie Dideriksen für die Teilnahme an den Olympischen Spielen in Rio de Janeiro nominiert, wo sie im Omnium Platz fünf belegte. Im selben Jahr errang sie als erste Dänin den Titel der Weltmeisterin im Straßenrennen. 2017 belegte sie im Straßenrennen der Straßen-WM Rang drei. Im Jahr darauf errang sie bei den Bahnweltmeisterschaften in Apeldoorn jeweils die Silbermedaille in Omnium und Punktefahren. Bei den Bahnradsport-Europameisterschaften 2018 sowie den Europameisterschaften im folgenden Jahr wurde sie gemeinsam mit Julie Leth Europameisterin im Zweier-Mannschaftsfahren. Ebenfalls 2019 wurden die beiden Sportlerinnen bei den Bahnweltmeisterschaften gemeinsam Dritte in dieser Disziplin.
Auf der Straße war Amalie Dideriksen parallel ebenfalls erfolgreich. Bei den Straßenweltmeisterschaften 2017 belegte sie im Straßenrennen Platz drei. Im Jahr darauf wurde sie mit ihrem Team von Boels Dolmans Vize-Weltmeisterin im Mannschaftszeitfahren. 2018 und 2019 wurde sie dänische Straßenmeisterin, 2020 Zeitfahrmeisterin. 2021 errang sie mit Julie Leth bei den Bahneuropameisterschaften Silber im Zweier-Mannschaftsfahren.
Bei den  Olympischen Spielen in Tokio errang sie mit Leth die Silbermedaille im Zweier-Mannschaftsfahren. Das Gespann gewann in den folgenden Jahren noch mehrere Medaillen bei Welt- und Europameisterschaften, bevor sie Weltmeister 2024 wurden. Auch im olympischen Madison 2024 traten die beiden zusammen an und wurden bei ihrer zweiten Olympiateilnahme Sechste. Dideriksen gewann zudem Welt- und Europameisterschaftsmedaillen im Omnium und trat auch hier zweimal bei Olympischen Spielen an: 2021 in Tokio wurde sie Vierte, 2024 in Paris Siebte.

## Erfolge

### Bahn
2012
- Dänische Meisterin – Scratch, Punktefahren, Omnium

2013
- Junioren-Weltmeisterschaft – Scratch

2014
- Junioren-Weltmeisterin – Scratch

2015
- Europameisterin (U23) – Einerverfolgung, Omnium

2016
- Dänische Meisterin – Sprint, Punktefahren, Omnium

2017
- Europameisterschaft (U23) – Punktefahren
- Europameisterschaft (U23) – Einerverfolgung, Scratch
- Dänische Meisterin – Omnium

2018
- Weltmeisterschaft – Omnium, Punktefahren
- Europameisterin – Zweier-Mannschaftsfahren (mit Julie Leth)
- Weltcup in Saint-Quentin-en-Yvelines – Zweier-Mannschaftsfahren (mit Julie Leth)

2019
- Weltmeisterschaft – Zweier-Mannschaftsfahren (mit Julie Leth)
- Europameisterin – Zweier-Mannschaftsfahren (mit Julie Leth)

2020
- Dänische Meisterin – Zweier-Mannschaftsfahren (mit Trine Schmidt)

2021
- Olympische Spiele – Zweier-Mannschaftsfahren (mit Julie Leth)
- Europameisterschaft – Zweier-Mannschaftsfahren (mit Julie Leth)
- Dänische Meisterin – Punktefahren, Omnium, Zweier-Mannschaftsfahren (mit Karoline Hemmsen)

2022
- Europameisterschaft – Zweier-Mannschaftsfahren (mit Julie Leth)
- Weltmeisterschaft – Zweier-Mannschaftsfahren (mit Julie Leth)

2023
- Weltmeisterschaft – Omnium
- Nations Cup in Jakarta – Zweier-Mannschaftsfahren (mit Julie Leth)

2024
- Weltmeisterin – Zweier-Mannschaftsfahren (mit Julie Leth)
- Dänische Meisterin – Zweier-Mannschaftsfahren (mit Julie Leth)

2025
- Europameisterschaft – Omnium
- Nations Cup in Konya – Madison (mit Ellen Klinge)

### Straße

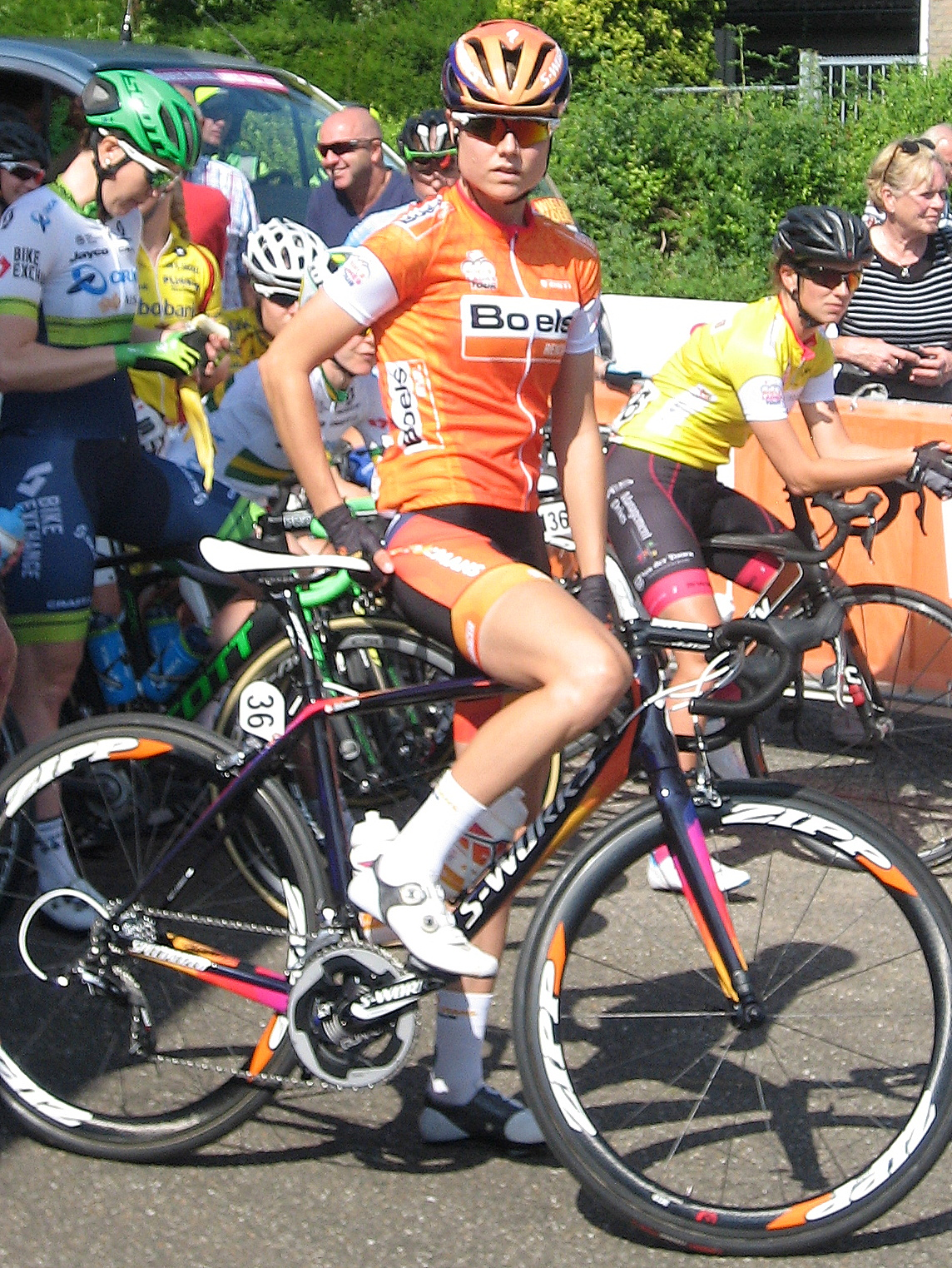
Dideriksen bei der Holland Ladies Tour 2016

2011
- Dänische Jugend-Meisterin – Straßenrennen, Einzelzeitfahren

2013
- Junioren-Weltmeisterin – Straßenrennen
- Dänische Junioren-Meisterin – Einzelzeitfahren

2014
- Junioren-Weltmeisterin – Straßenrennen
- Dänische Meisterin – Straßenrennen

2015
- Dänische Meisterin – Straßenrennen
- eine Etappe Lotto Belgium Tour

2016
- Weltmeisterin – Straßenrennen
- Mannschaftszeitfahren Energiewacht Tour
- eine Etappe und Mannschaftszeitfahren Holland Ladies Tour

2017
- Weltmeisterschaft – Straßenrennen
- Mannschaftszeitfahren Open de Suède Vårgårda
- Mannschaftszeitfahren Giro d’Italia Femminile
- Ronde van Drenthe

2018
- eine Etappe The Women’s Tour
- Dänische Meisterin – Straßenrennen
- Mannschaftszeitfahren Open de Suède Vårgårda
- zwei Etappen Boels Rental Ladies Tour
- Weltmeisterschaft – Mannschaftszeitfahren

2019
- Dänische Meisterin – Straßenrennen

2020
- Dänische Meisterin – Einzelzeitfahren

2021
- Dänische Meisterin – Straßenrennen

2022
- Vårgårda WestSweden TTT (Mannschaftszeitfahren)
- eine Etappe Madrid Challenge by La Vuelta (Mannschaftszeitfahren)

2023
- Grote Prijs Eco-Struct

2025
- eine Etappe und Punktewertung Portugal-Rundfahrt